# Gavosdia község
Gavosdia község (románul: Comuna Gavojdia) község Temes megyében, Romániában. Központja Gavosdia, beosztott falvai Lugoshely, Szilváshely, Zséna.

## Népessége
A 2011-es népszámlálás adatai alapján a község népessége 3034 fő volt.